# Red rdeče zvezde
Red rdeče zvezde je bilo visoko odlikovanje Sovjetske zveze, ki so ga ustanovili 6. aprila 1930 in so ga podeljevali do leta 1991.

## Kriteriji
Red je bil podeljen pripadnikom Rdeče armade, vojaškim enotam, ladjam, organizacijam, tujcem,... za izjemne zasluge pri obrambi Sovjetske zveze v vojni in miru.

## Opis
Red je iz srebra in rdeče emajliran.

## Nadomestne oznake
Nadomestna oznaka je temno rdeč trak z 5 mm sivo črto na sredini.

## Nosilci
Med drugo svetovno vojno je bilo podeljenih 2.860.000, do 1981 pa okoli 3.800.000 redov.